# スイス・オープン (バドミントン)
スイス・オープン（英：Swiss Open）は、スイスで毎年開催されているバドミントンの国際大会。1955年にスタートし、2007年からはBWFスーパーシリーズの大会の一つとなったが、2011年からはグランプリゴールドに変更されて開催されている。

## 優勝選手
| 年   | 男子シングルス               | 女子シングルス               | 男子ダブルス                                              | 女子ダブルス                                  | 混合ダブルス                                                  |
| ---- | ---------------------------- | ---------------------------- | --------------------------------------------------------- | --------------------------------------------- | ------------------------------------------------------------- |
| 2025 |                              |                              |                                                           |                                               |                                                               |
| 2024 | 林俊易                       | カロリーナ・マリン           | ベン・レーン ショーン・ベンディ                           | ラニー・トリア・マヤサリ リブカ・スギアルト   | ゴー・スンファント ライ・シェボンジェミー                     |
| 2023 | 渡邉航貴                     | ポルンパウィ・チョチュウォン | サトウィクサイラジ・ランキレッディ チラグ・シェッティ     | 宮浦玲奈 櫻本絢子                             | 蒋振邦 魏雅欣                                                 |
| 2022 | ジョナタン・クリスティー     | P.V.シンドゥ                 | ファジャル・アルフィアン ムハマド・リアン・アルディアント | ガブリエラ・ストエヴァ ステファニ・ストエヴァ | マーク・ラムスフス イザベル・ヘルトリヒ                       |
| 2021 | ビクター・アクセルセン       | カロリーナ・マリン           | キム・アストルプ アンダース・スカールプ・ラスムセン       | タン・パーリー ティナア・ムラリタラン         | トム・ジケル デルフィン・デルリュ                             |
| 2019 | 石宇奇                       | 陳雨菲                       | ファジャル・アルフィアン ムハマド・リアン・アルディアント | 張藝娜 鄭景銀                                 | マティアス・ベイ・スミット リッキー・ソビー・ハンセン         |
| 2018 | サミール・バラマ             | 髙橋沙也加                   | マシアス・ボー カーステン・モーゲンセン                   | 櫻本絢子 高畑祐紀子                           | マーク・ラムスフス イザベル・ヘルトリヒ                       |
| 2017 | 林丹                         | Chen Xiaoxin                 | 柴颷 洪煒                                                 | 陳清晨 賈一凡                                 | デチャポル・プアヴァラヌクロー サプシリー・タエラッタナチャイ |
| 2016 | H. S. プラノイ               | 何冰嬌                       | キム・アストルプ アンダース・スカールプ・ラスムセン       | 松尾静香 内藤真実                             | 王懿律 陳清晨                                                 |
| 2015 | スリカンス・キダンビ         | 孫瑜                         | 蔡贇 魯愷                                                 | 包宜鑫 唐淵渟                                 | 魯愷 黄雅瓊                                                   |
| 2014 | ビクター・アクセルセン       | 王儀涵                       | 柴颷 洪煒                                                 | 包宜鑫 湯金華                                 | クリス・アドコック ガブリエル・アドコック                     |
| 2013 | 王睜茗                       | 王適嫻                       | 柴颷 洪煒                                                 | 鄭景銀 金荷娜                                 | ヨアシム・フィッシャー・ニールセン クリスティナ・ペデルセン   |
| 2012 | 陳金                         | サイナ・ネワール             | 川前直樹 佐藤翔治                                         | 夏歓 湯金華                                   | タトウィ・アーマド リリヤナ・ナトシール                       |
| 2011 | 朴成奐                       | サイナ・ネワール             | 高成炫 柳延星                                             | 河貞恩 金旼貞                                 | ヨアシム・フィッシャー・ニールセン クリスティーナ・ペデルセン |
| 2010 | 陳金                         | 王適嫻                       | 高成炫 柳延星                                             | 田卿 于洋                                     | 李龍大 李孝貞                                                 |
| 2009 | リー・チョンウェイ           | 王儀涵                       | クー・キンキット タン・ブンホン                           | 杜婧 于洋                                     | 鄭波 馬晋                                                     |
| 2008 | 林丹                         | 謝杏芳                       | 鄭在成 李龍大                                             | 楊維 張潔雯                                   | 何漢斌 于洋                                                   |
| 2007 | 陳金                         | 張寧                         | クー・キンキット タン・ブンホン                           | 趙婷婷 楊維                                   | 李龍大 李考貞                                                 |
| 2006 | リー・チョンウェイ           | シュー・ハイウェン           | チャン・チョンミン クー・キンキット                       | 杜婧 于洋                                     | ネイサン・ロバートソン ゲイル・エムス                         |
| 2005 | ムハンマド・ハフィス・ハシム | ピ・ホンヤン                 | チャンドラ・ウィジャヤ シギット・ブディアルト             | 李敬元 李考貞                                 | ネイサン・ロバートソン ゲイル・エムス                         |
| 2004 | 林丹                         | 龔睿那                       | 傅海峰 蔡贇                                               | 高崚 黄穂                                     | 金東文 羅景民                                                 |
| 2003 | 李炫一                       | 張寧                         | フランティ・リンペレ エン・ヒアン                         | 楊維 張潔雯                                   | イエンス・エリクセン メッテ・ショルダガー                     |
| 2002 | マーレフ・マイナキー         | ミア・アウディナ             | 李東秀 柳鏞成                                             | 羅景民 李敬元                                 | 金東文 羅景民                                                 |
| 2001 | ロスリン・ ハシム            | ピ・ホンヤン                 | Michael Sogaard Jim Laugesen                              | 羅景民 李敬元                                 | イエンス・エリクセン メッテ・ショルダガー                     |